# 秋鹿町駅
秋鹿町駅（あいかまちえき）は、島根県松江市秋鹿町に位置する一畑電車北松江線の駅である。駅番号は18。駅名の読みは「あいかまち」だが、地名の読みは「あいかちょう」である。
2010年6月19日公開の映画『瞬 またたき』のロケ地の一つである。

## 歴史
- 1928年（昭和3年）4月5日：開業。当初の駅名は秋鹿停車場であった[2]。
- 1995年（平成7年）
  - 7月：旧駅舎解体[3]。
  - 12月9日：2代目駅舎使用開始[3]。
- 2006年（平成18年）4月1日：一畑電気鉄道の持株会社移行に伴い、新設の一畑電車株式会社が鉄道事業を承継。
- 2016年（平成28年）4月1日：終日無人化[4]。

## 駅構造
島式ホーム1面2線を有する地上駅。配線は一線スルー方式とはなっておらず、方面別にのりばを使い分ける。ホーム西側の構内踏切は国道431号沿いの歩道にも接続しており、ここから直接ホームへ向かうことも可能。無人駅である。
駅舎は1995年（平成7年）に改築されたもので、酒蔵をイメージしたデザインとなっている。同じデザインは同線の津ノ森駅にも施されている。

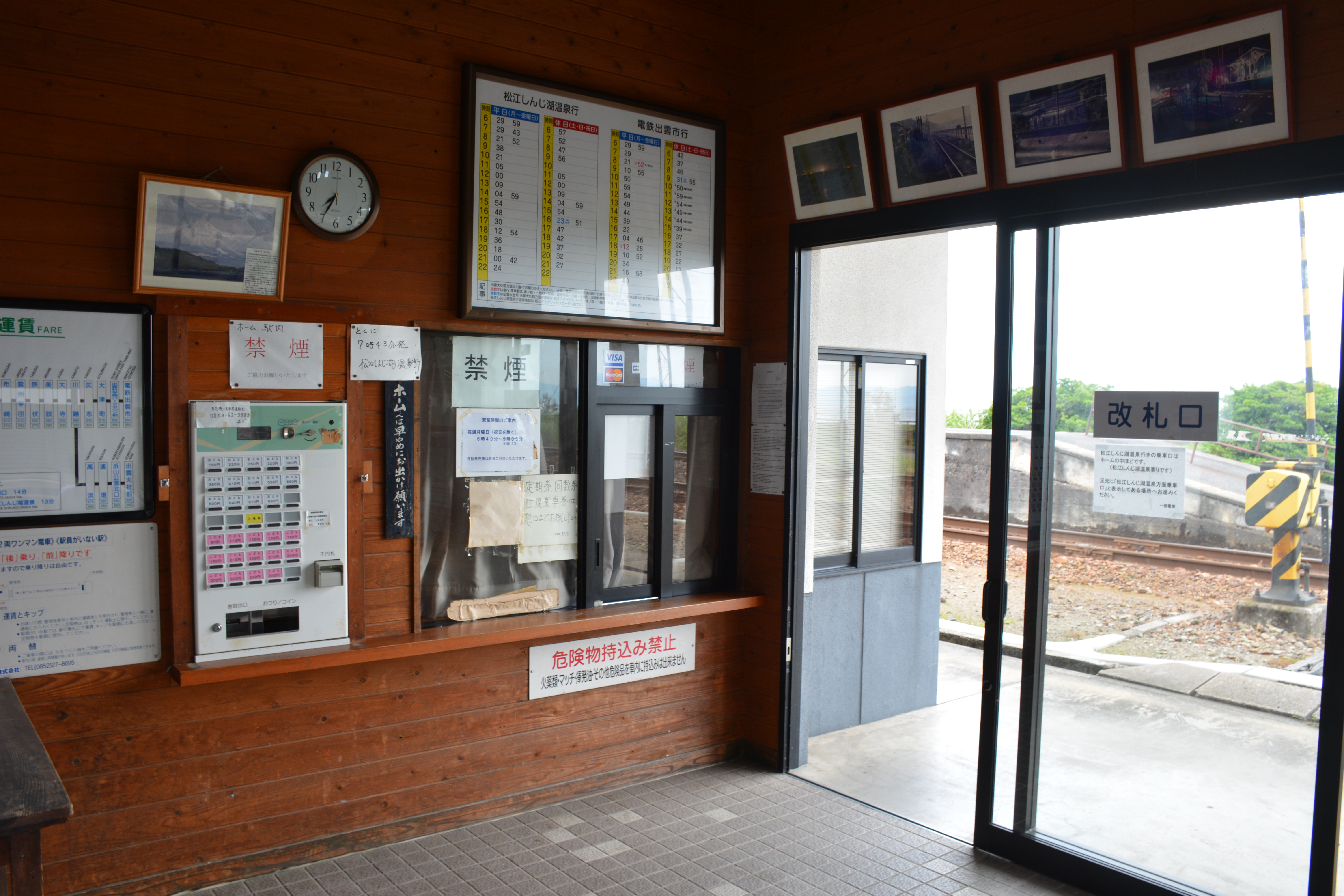
改札口（2014年9月）
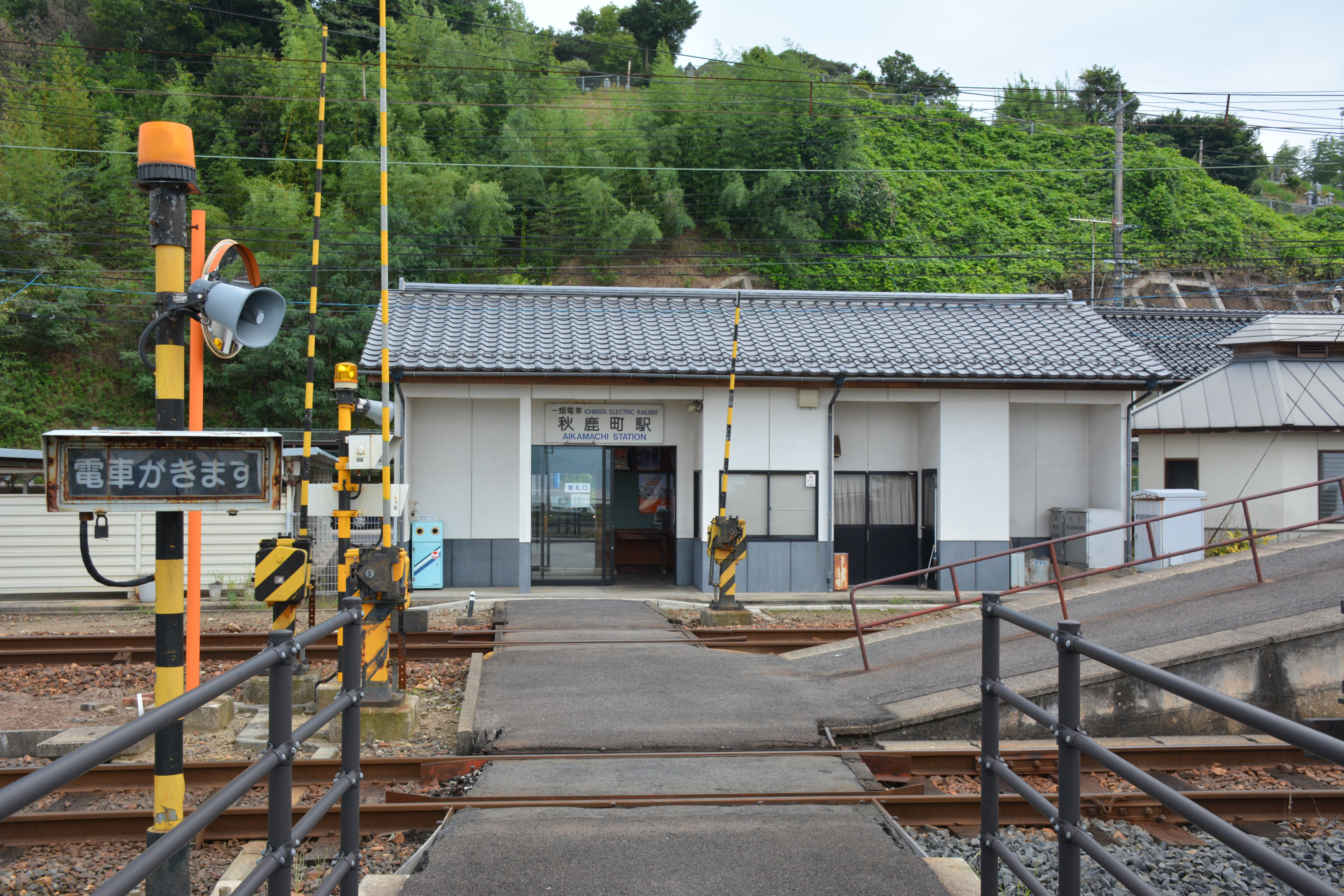
構内踏切（2014年9月）
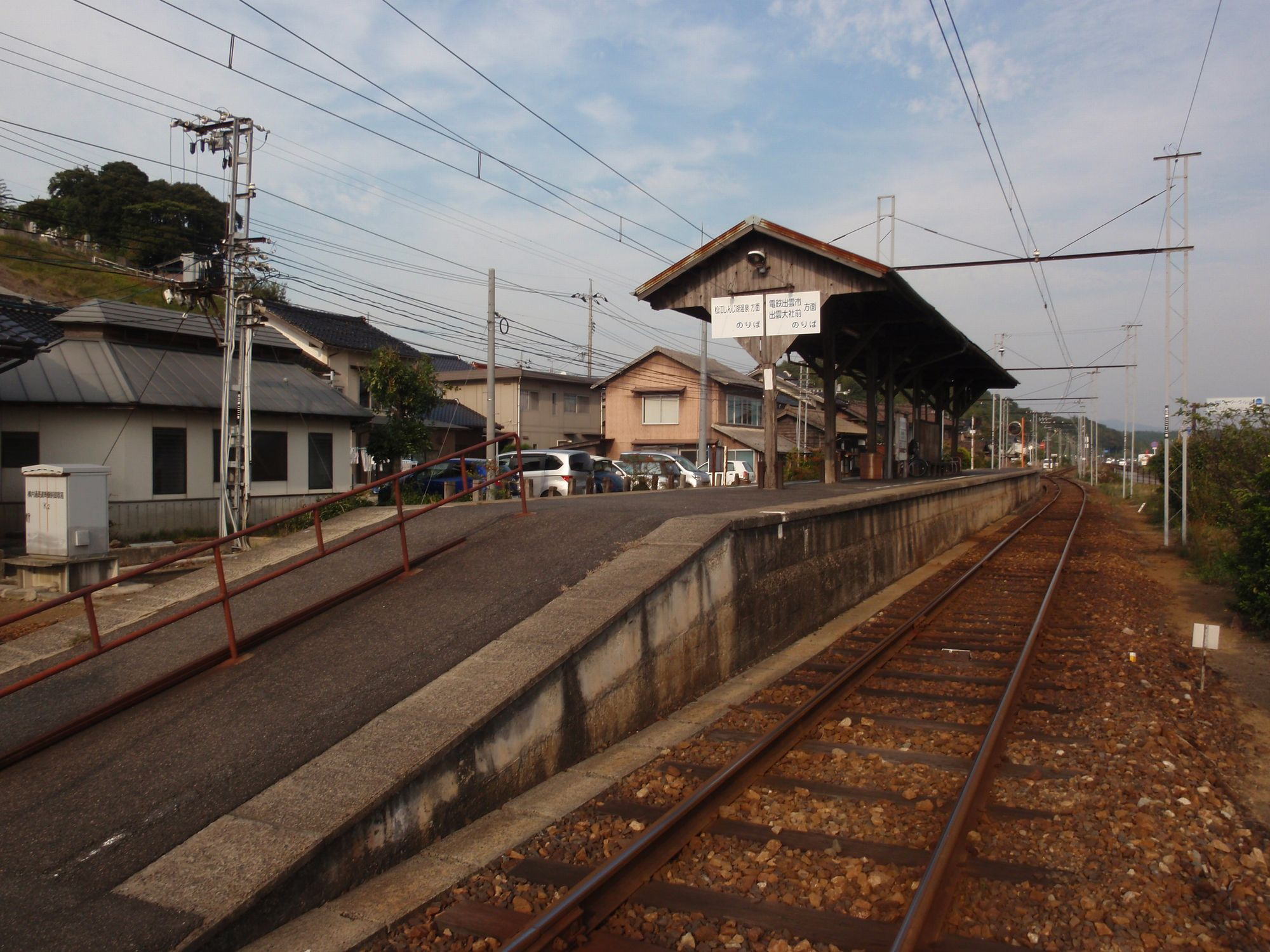
ホーム（2010年10月）

## 利用状況
1日平均の乗降人員は以下の通り。
| 年度   | 1日平均 乗車人員 | 1日平均 乗降人員 |
| ------ | ---------------- | ---------------- |
| 1999年 | 141              | 289              |
| 2000年 | 149              | 305              |
| 2001年 | 150              | 288              |
| 2002年 | 177              | 359              |
| 2003年 | 128              | 270              |
| 2004年 | 136              | 275              |
| 2005年 | 121              | 253              |
| 2006年 | 112              | 228              |
| 2007年 | 115              | 238              |
| 2008年 | 109              | 211              |
| 2009年 | 121              | 229              |
| 2010年 | 108              | 203              |
| 2011年 | 88               | 167              |
| 2012年 | 90               | 170              |
| 2013年 | 87               | 172              |
| 2014年 | 72               | 149              |
| 2015年 | 72               | 146              |
| 2016年 | 72               | 147              |
| 2017年 | 66               | 147              |
| 2018年 | 67               | 158              |
| 2019年 | 80               | 170              |
| 2020   | 60               | 126              |
| 2021   | 58               | 105              |

## 駅周辺
- 秋鹿郵便局
- JAくにびき秋鹿
- 観音寺
- 国道431号
- 宍道湖
- 道の駅秋鹿なぎさ公園

## バス路線
駅前に停留所があり、それを示すポールが立っている。
- 松江市コミュニティバス（秋鹿地区、運行は日本交通に委託）
  - Aコース：秋鹿郵便局・芦尾方面
  - Bコース：秋鹿公民館・大垣方面
  - Cコース：秋鹿郵便局・大倉方面

## 隣の駅
一畑電車
■北松江線
■特急「スーパーライナー」（平日朝下り1本のみ）
通過
■急行（平日夕方上り1本のみ）
津ノ森駅（15）← 秋鹿町駅（18）← 朝日ヶ丘駅（20）
■急行（大社線直通）
松江フォーゲルパーク駅（17）- 秋鹿町駅（18）- 松江イングリッシュガーデン前駅（21）
■普通
[松江フォーゲルパーク駅（17）- 秋鹿町駅（18）- 長江駅（19）